# 이광채
이광채(1979년 1월 18일 ~ )은 대한민국의 전 희극 배우, 마술사이며 MBC TV 개그맨 콘테스트 8기 9기에 응시했으나 연속 탈락한 뒤 SBS 공채 8기로  정식 데뷔했다.

## 학력
- 대양고등학교
- 부산경상대학교 방송연예과 학사
- 경희대학교 경영대학원

## 출연작

### 방송
- 폭소클럽 (KBS)
- 스타골든벨 (KBS)
- 웃찾사 (SBS)
- 이경규 김용만의 라인업 (SBS)
- 개그공화국 (MBN)
- 코미디빅리그 (tvN)

1. ↑  황성운 (2008년 2월 26일). “[인터뷰on]‘개미핥기’ 이광채, 국내최초 개그마술사를 꿈꾼다!”. 세계일보.
2. ↑  이소연 (2023년 2월 21일). “이광채 44세에 장가간다 "나를 훔모했던 수 만명 여성들 죄송해"”. MBC연예.